# 383 Dywizja Piechoty (III Rzesza)
383 Dywizja Piechoty (niem. 383. Infanterie-Division) – niemiecka dywizja z czasów II wojny światowej, sformowana na poligonie w Orzyszu na mocy rozkazu z 26 stycznia 1942, w 18. fali mobilizacyjnej w I Okręgu Wojskowym.

## Struktura organizacyjna
- Struktura organizacyjna w styczniu 1942 roku:

551., 552. i 553. pułk piechoty, 383. pułk artylerii, 383. batalion pionierów, 383. oddział przeciwpancerny, 383. oddział łączności;
- Struktura organizacyjna w czerwcu 1944 roku:

551., 552. i 553. pułk grenadierów, 383. pułk artylerii, 383. batalion pionierów, 383. oddział przeciwpancerny, 383. oddział łączności, 383. polowy batalion zapasowy;

## Dowódcy
- Generalleutnant Johann Haarde 26 I 1942 – 20 II 1942;
- Generalmajor Eberhard von Fabrice 20 II 1942 – 27 IX 1942;
- Generalleutnant Friedrich – Wilhelm John 27 IX 1942 – 1 VII 1943;
- Generalmajor Edmund Hoffmeister 1 VII 1943 – 20 VI 1944;
- Generalleutnant Adolf Hamann 20 VI 1944 - 28 VI 1944

## Szlak bojowy
Dywizja walczyła na froncie wschodnim w latach 1942-44 ramach Grupy Armii Południe, Grupy Armii B i Grupy Armii Środek. Została rozbita pod Bobrujskiem ok. 28 czerwca 1945 r. (Operacja Bagration).